# Tassillé
Tassillé – miejscowość i gmina we Francji, w regionie Kraj Loary, w departamencie Sarthe.
Według danych na rok 1990 gminę zamieszkiwało 86 osób, a gęstość zaludnienia wynosiła 13 osób/km² (wśród 1504 gmin Kraju Loary Tassillé plasuje się na 1119. miejscu pod względem liczby ludności, natomiast pod względem powierzchni na miejscu 1136.).